# Lakeside (hrabstwo Tarrant)
Lakeside – miasto w Stanach Zjednoczonych, w stanie Teksas, w hrabstwie Tarrant.